# Hemisosibia thoracica
Hemisosibia thoracica är en insektsart som beskrevs av Chen, S.C. och Yun He He 2008. Hemisosibia thoracica ingår i släktet Hemisosibia och familjen Diapheromeridae. Inga underarter finns listade i Catalogue of Life.